# 溫都摩

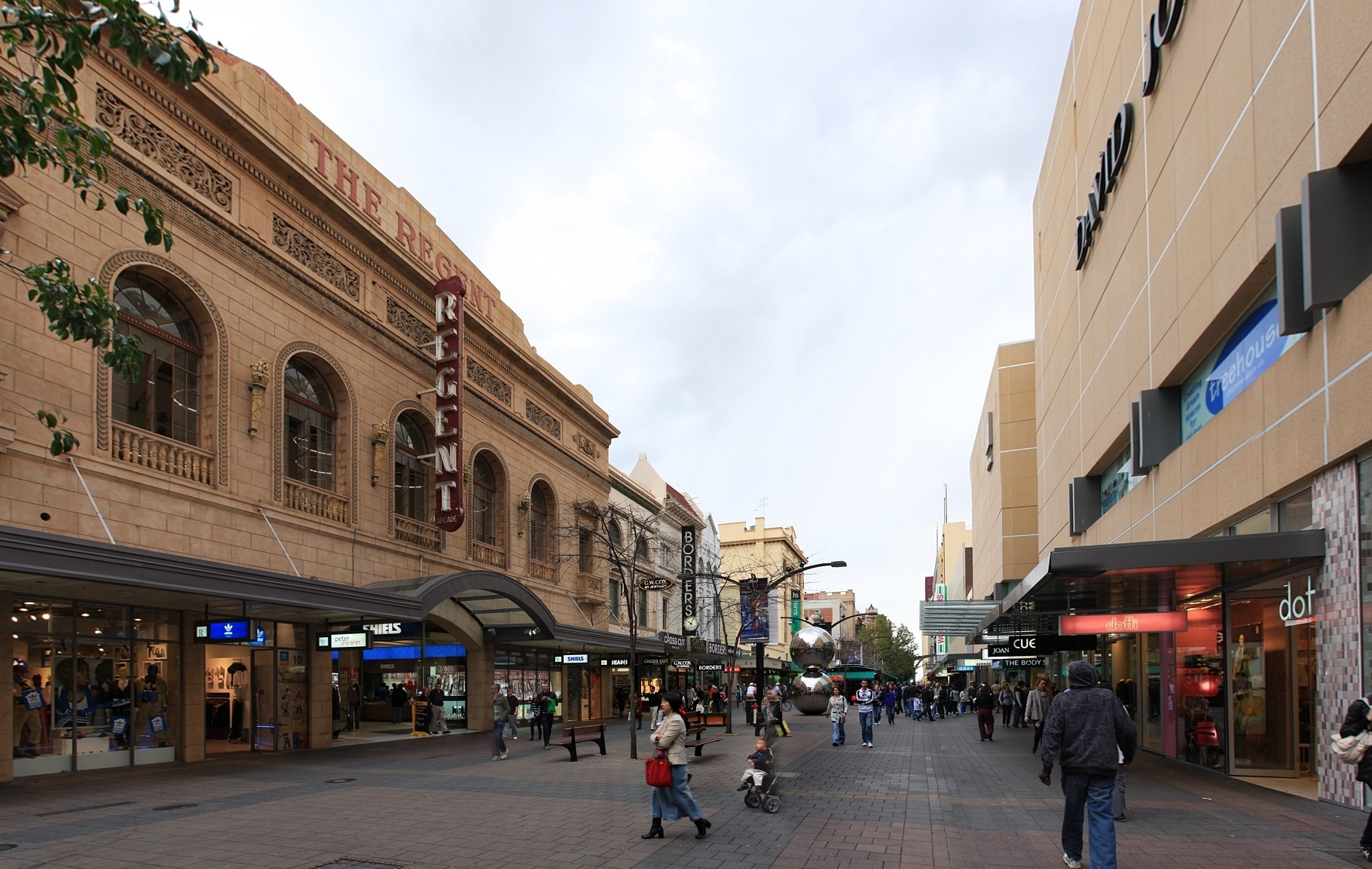
溫都摩，左邊為Regent Arcade、右邊為大衞瓊斯。攝於2009年。

溫都摩（英語：Rundle Mall）位於南澳州阿德萊德市中心，介乎英皇威廉街與砵甸尼街的一段行人專用區。
溫都摩前身溫都街的一部份，原為行車道路；在1976年9月正改為行人專用區，並改為現名。 溫都摩東端連接原有溫都街，西端連接顯理街。
溫都摩已成為阿德萊德市中心的心臟地帶，樓價亦是全州之冠。溫都摩競爭對手主要是城郊一些大型商場，如 Westfield Marion、Centro Arndale、伊利莎伯商場等。2009年，零售店舖年租達至每平方3,700澳元。
大部分南澳州旗艦店、大型零售商、中型獨立連鎖店都會選擇進駐溫都摩，同時亦不乏精品店和食肆。大型商場林立，包括 Regent Arcade、Gay's Arcade、City Cross、Southern Cross、Adelaide Central Plaza、Myer Centre、Renaissance Arcade、Rundle Place，另外充滿意大利建築風格的阿德萊德商場（Adelaide Arcade）是澳洲首個有電燈的零售商場。

溫都摩是街頭表演的集中地，表演者要先得到阿德萊德市政局授權。溫都摩的店舖都是七日營業。

## 歷史

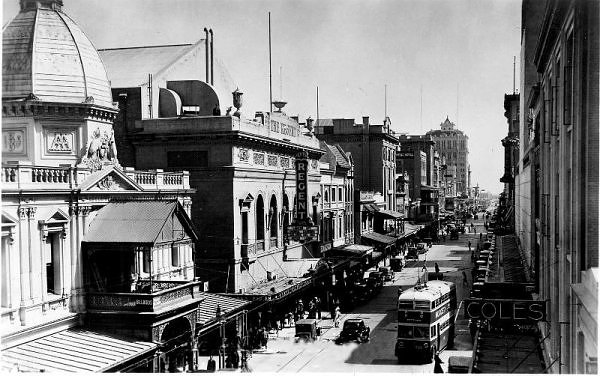
1938年的溫都街

溫都街是以英國下議院議員、南澳州公司創辦人溫都忠（John Rundle）而命名。1837年5月23日，由街道命名委員會（Street Naming Committee）刊憲正式命名。1895年，溫都街與英皇威廉街交界安裝首批電氣街燈。當時還有一條有軌電車駛經。
1972年11月，時任州長鄧士騰（Don Dunstan），為了紓緩市中心塞車問題，提出將市內最塞車溫都街西段關閉，並改為行人專用區；祇准警車及政府車輛進入，其他車輕必須事先獲得市政局批准方可進入。行人專用區亦被劃入禁煙區。

## 著名地標

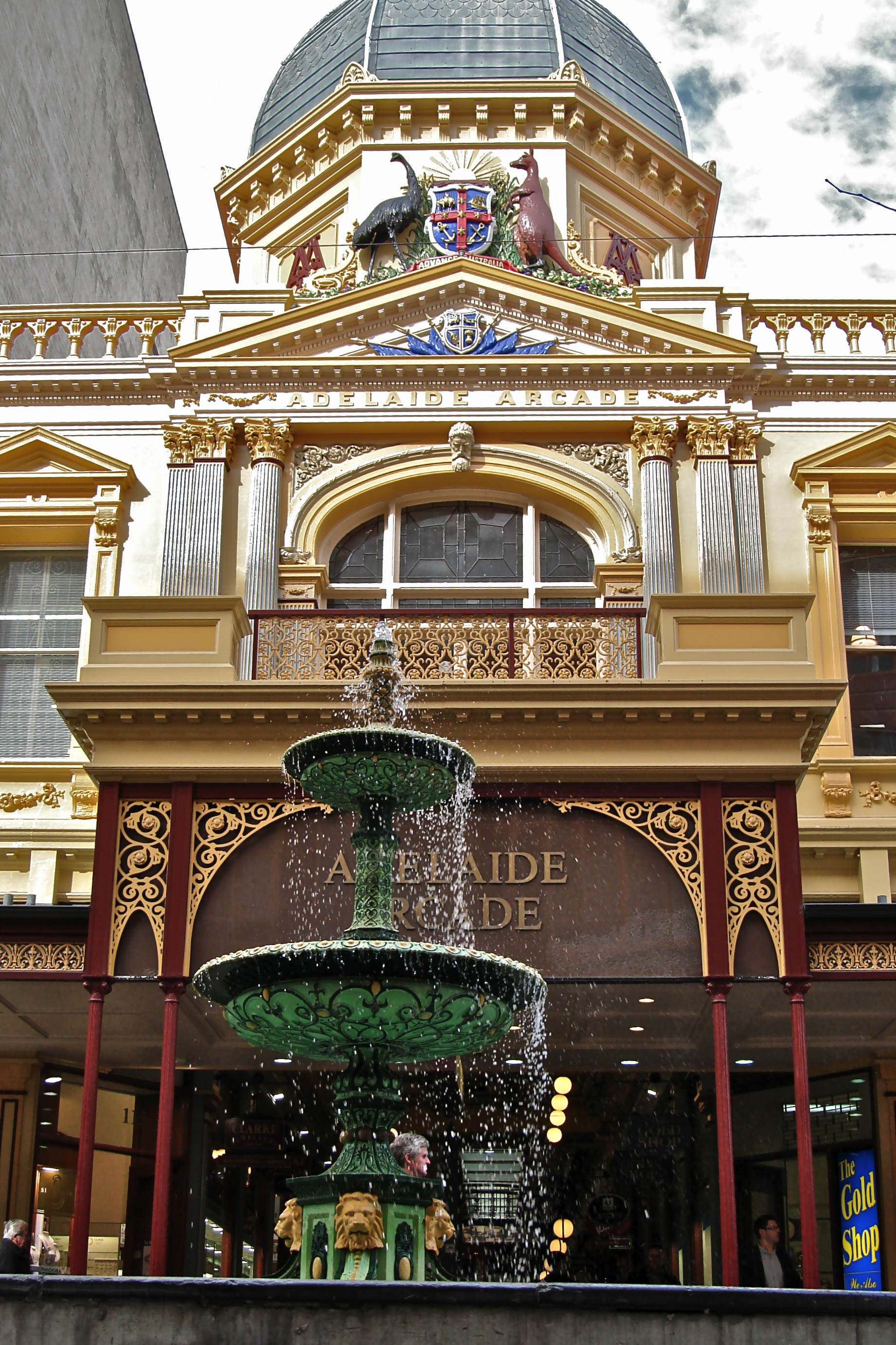
阿德萊德商場外的噴水池，攝於2010年。

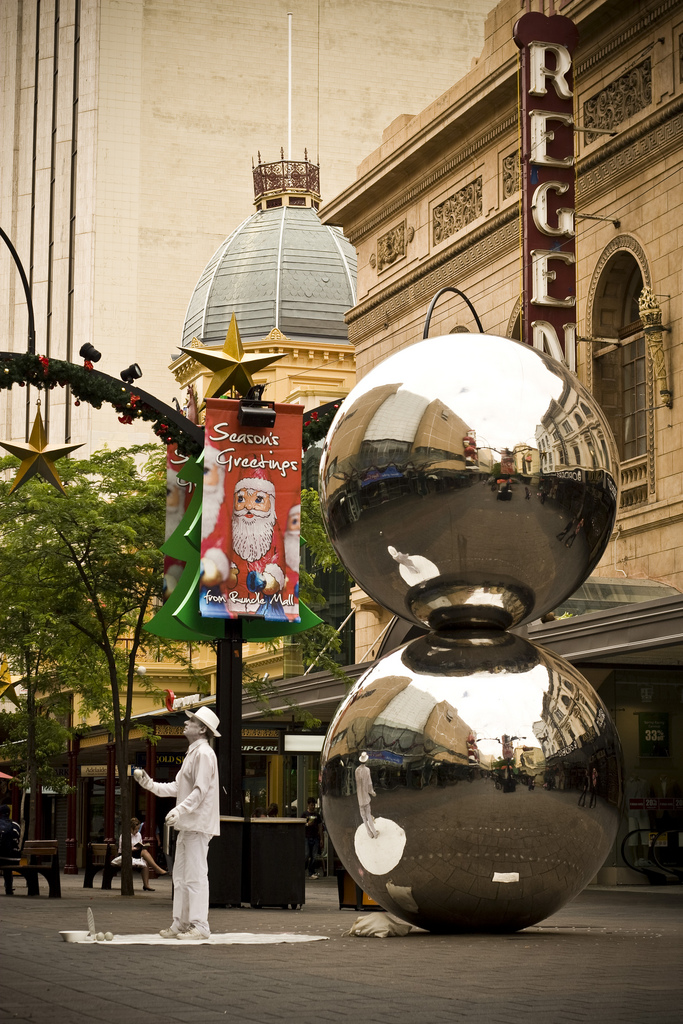
俗稱「摩士波」的球體雕塑，攝於2008年11月。

溫都摩放置了不同的現代雕塑。最為人所知的，就是高4米的巨型球體，由Bert Flugelman所設計；由兩個大型不銹鋼球體組成，直徑約2.15米。通常被稱為摩士波（Mall's Balls）或銀球（Silver Balls）。
摩士波是普遍的約會點，以及遊客常到的地方。摩士波在1977年由顯馬士建築協會（Hindmarsh Building Society）所捐贈予市政局。

在西部其中一個垃圾筒附近，亦一組一比一的銅豬雕塑，名為Horatio、Truffles、Augusta和Oliver。
- Oliver
- Augusta
- Horatio
- Truffles

另外還有一個名為蜂巢角（Beehive Corner）的大樓。蜂巢角在1896年落成。 位於溫都摩與英皇威廉街交界的一角，是哥德復興式風格建築物。在阿德萊德，歌德式建築大多數為教堂。而溫都摩的中心有一個髹上維多利亞時代色彩的噴水池，在19世紀末紀建造而成。
溫都摩設有一個佔35平方米的LED超級螢幕，主要播放有關溫都摩的商業資訊。另一個名為Rundle Lantern的大型螢幕則在東端。
2014年底，市政局逐步拆除英皇威廉街交界附近的咖啡店，改為大型座椅；原有咖啡店搬到另一端。
2013年，根據警察報告，有兩名男子在溫都摩中心放置一個大型蟑螂像。

## 改善工程
1995至1996年間，溫都摩首次進行改善工程。工程永久固定大部份街邊攤檔。在2013年的改善工程，這些街邊攤檔被拆卸。
2013年，阿德萊德市政局斥資2700萬澳元進行第二次改善工程。工程包括重舖地面石塊、設置新長椅、垃圾筒、種樹等多用途地面結構。另外亦包括在行人專用區東西兩端興建四枝高二十米的鏈狀照明系統。
2015年6月，市政局另外再撥出300萬澳元，以支付照明系統超支的款項，同時再改善照明系統能足以應付大量雨水衝擊。
工程延遲幾個月後，整個照明系統在2015年11月正式啓用。

## 建築物及商戶
溫都摩大部份的建築物都包括小數零售店舖。另外還有很多大型商場座落在溫都摩或旁邊的街道上。目前沒有任何公司或機構擁有溫都摩大部份的業權。
座落在溫都摩上：
- Adelaide Arcade
- Adelaide Central Plaza
- Citi Centre Arcade
- City Cross Arcade
- The Myer Centre
- Regent Arcade
- Renaissance Arcade
- Rundle Mall Plaza
- Rundle Place

座落在溫都摩接連的街道上：
- 查里斯街廣場（Charles Street Plaza）
- Da Costa Arcade
- Gays Arcade
- Rundle Arcade
- Southern Cross Arcade
- 圖運街商場（Twin Street Arcade）

部份連接溫都摩的街道亦被劃入行人專用區範圍，包括占士廣場（James Place）、查理斯街（Charles Street）、圖運街（Twin Street）及歌拿廣場（Gawler Place），亦設有不少零售店舖。

### 主要商戶
百貨公司：
- 大衞瓊斯
- Harris  Scarfe
- Myer
- Target
- Kmart

其他大型商戶：
- Amart Sports
- Apple Store
- Best & Less
- 科爾斯超市
- 恬墨書舍
- Harvey Norman
- JB Hi-Fi
- Kmart
- Lincraft
- Rebel Sport
- 沃爾沃斯超市

舊商戶：
- Borders
- Cox-Foys
- Hoyts
- John Martin's
- Radio Rentals
- Sanity
- 玩具反斗城
- Spotlight
- Virgin Megastores
- Swinging Bowl

## 圖集

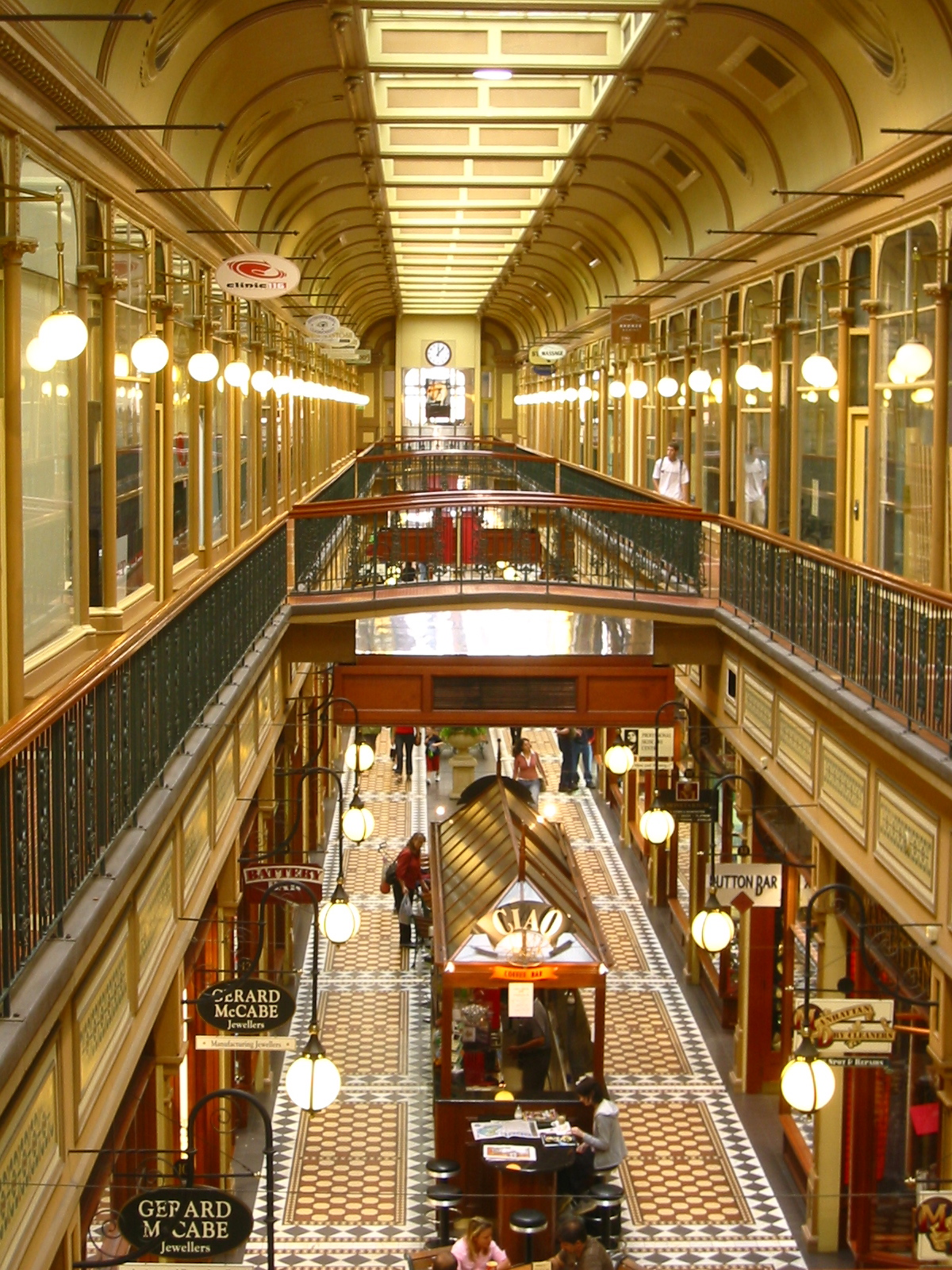
阿德萊德商場內部
花店
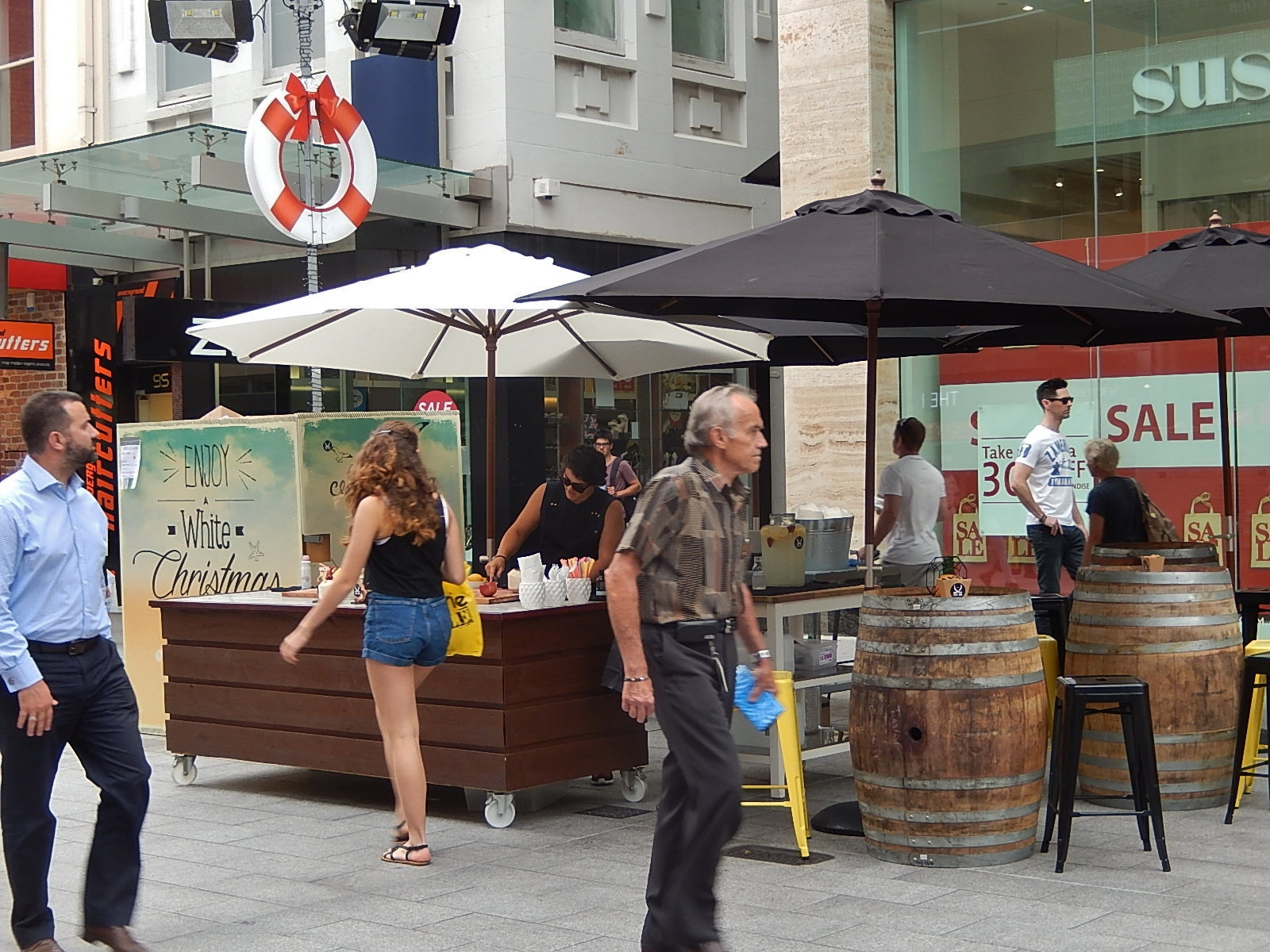
飲食攤檔
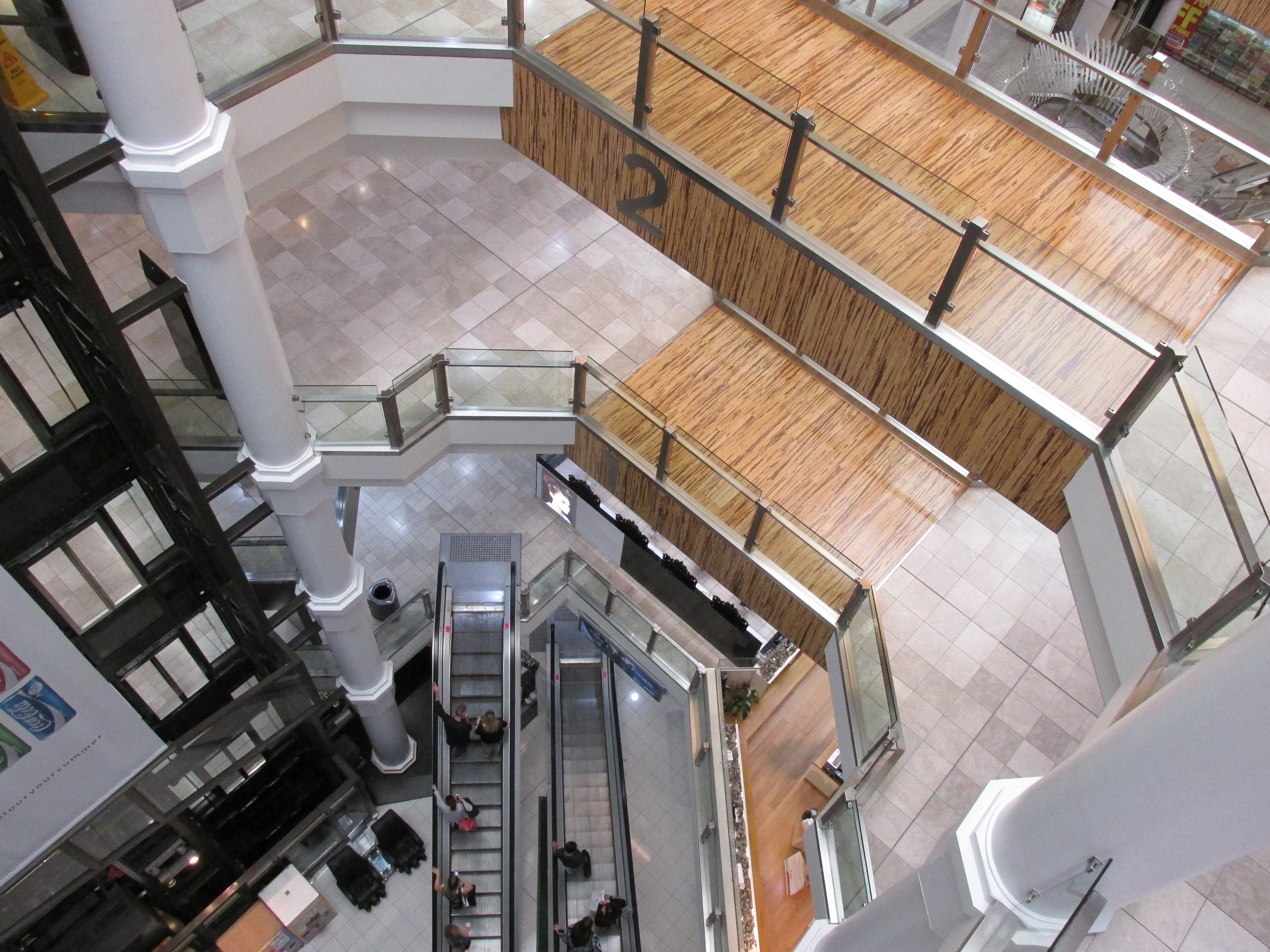
Myer三樓
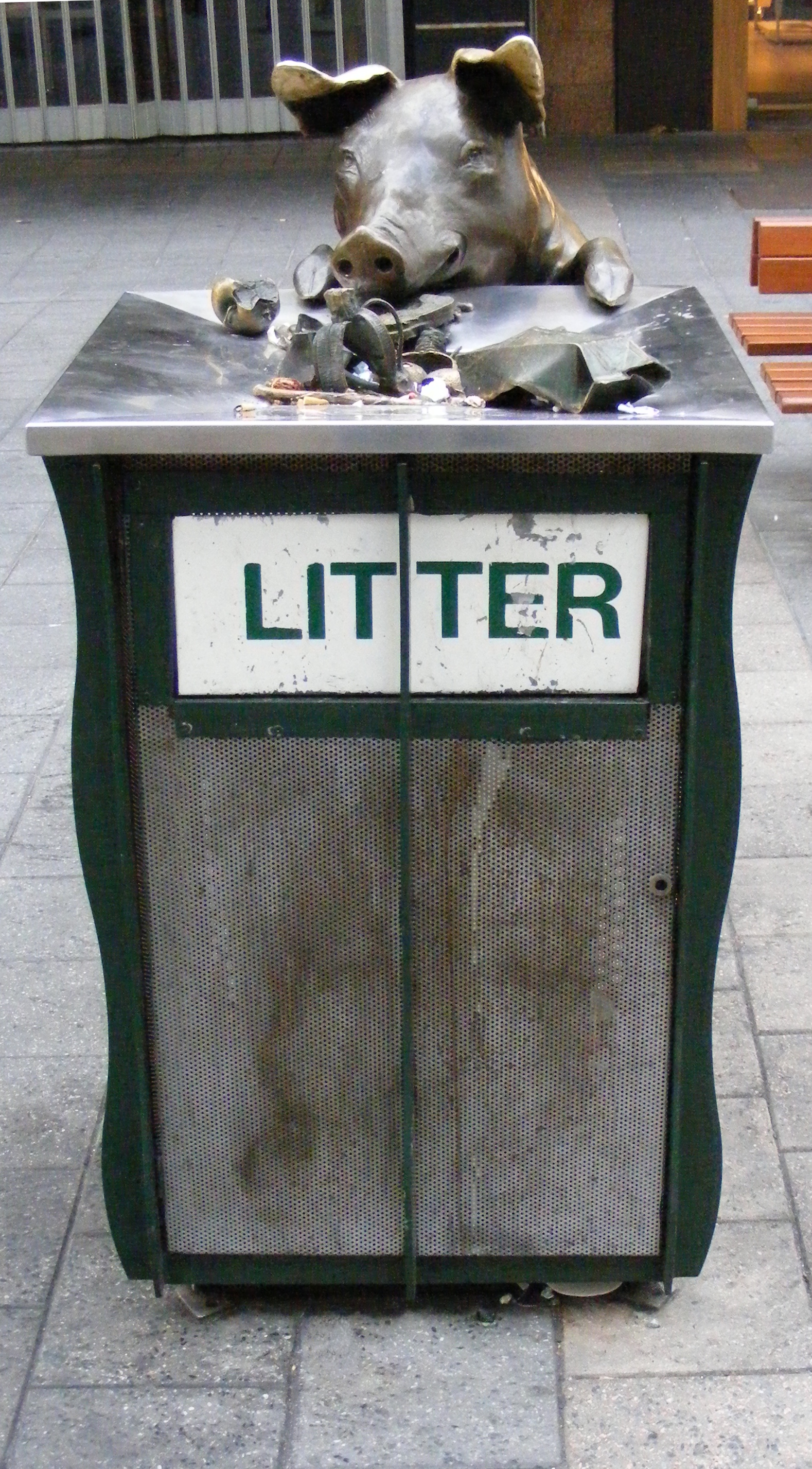
铜豬雕塑
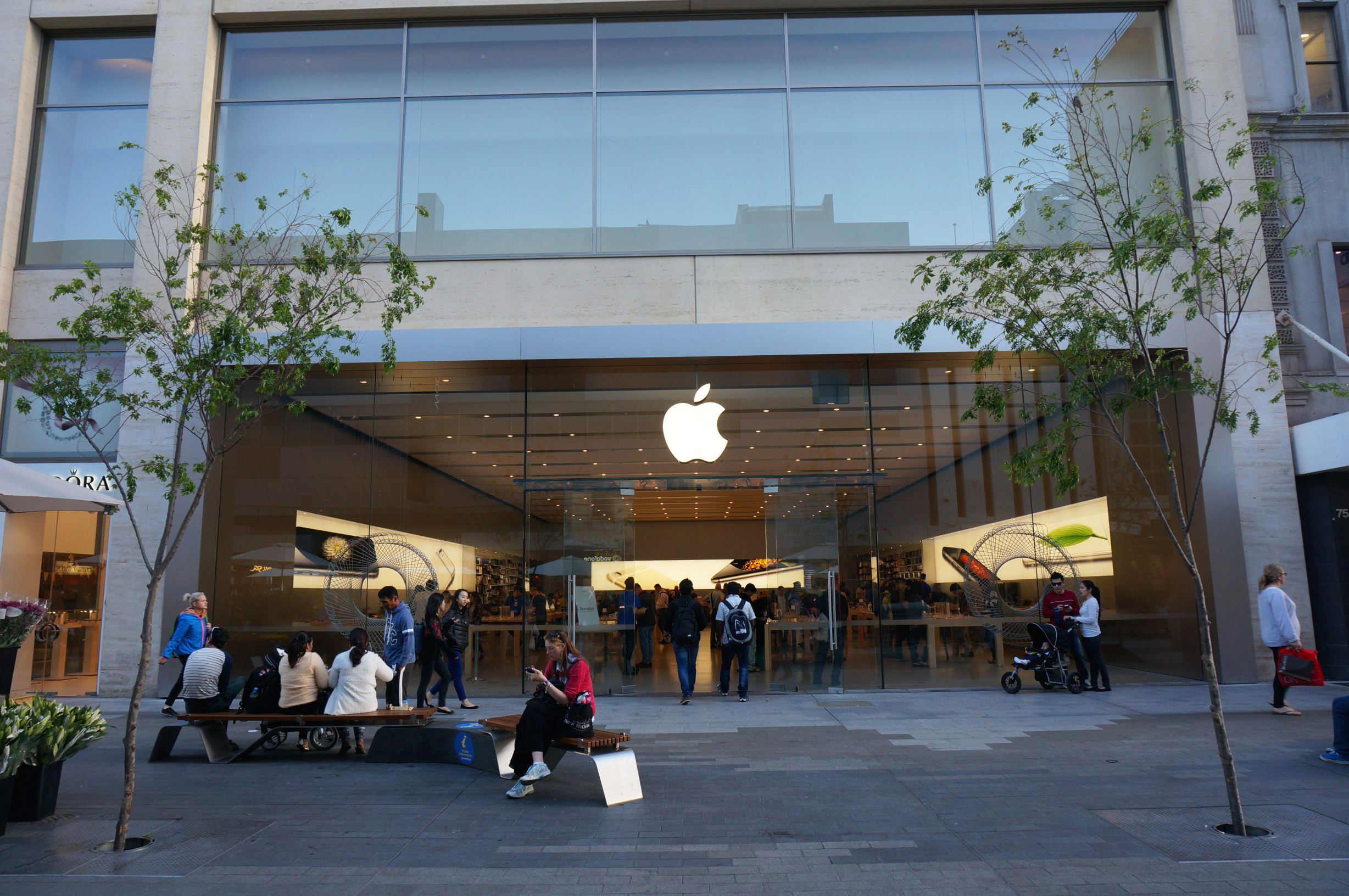
阿德萊德Apple Store
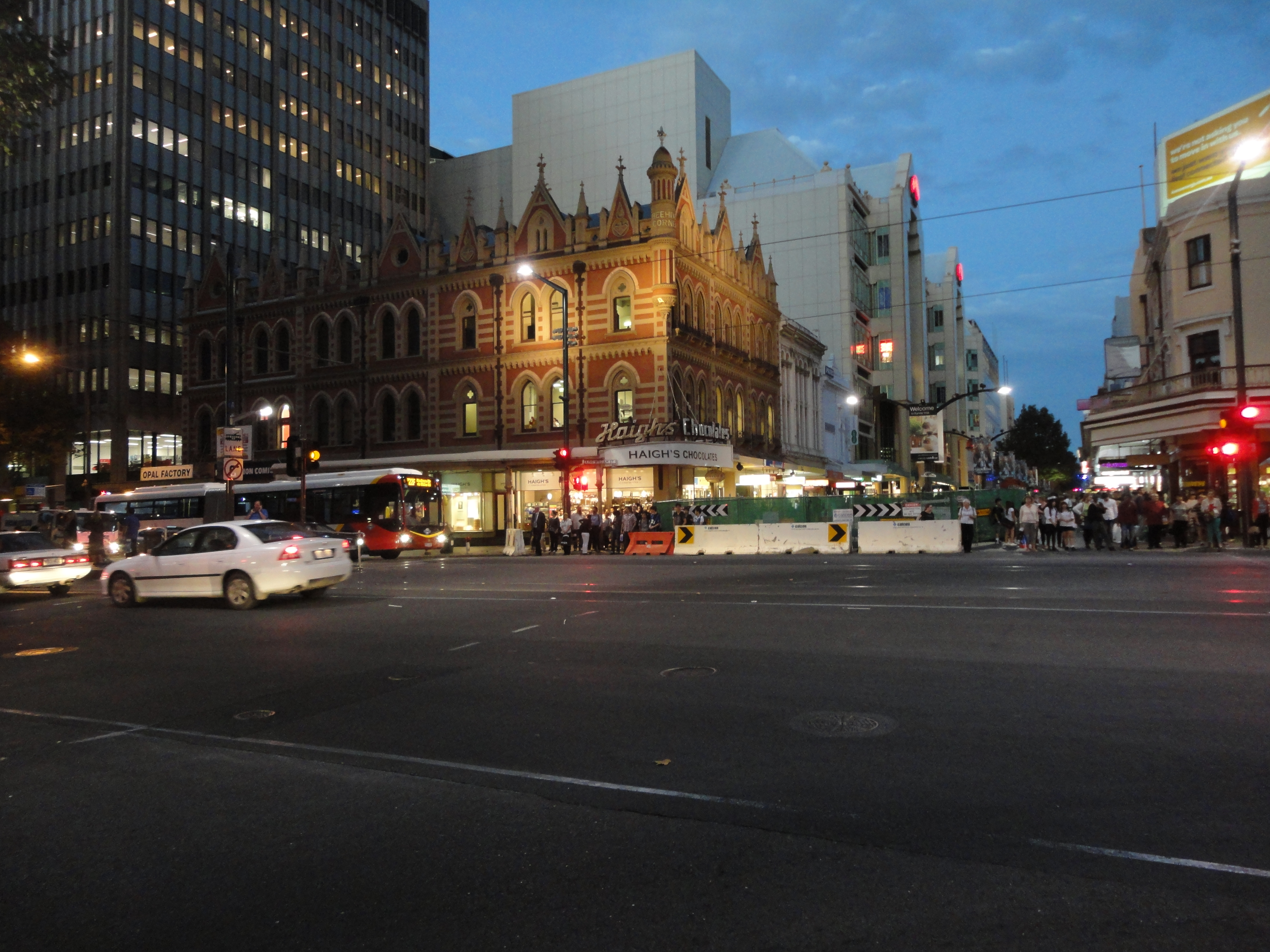
正在進行改善工程的溫都摩（2013年）
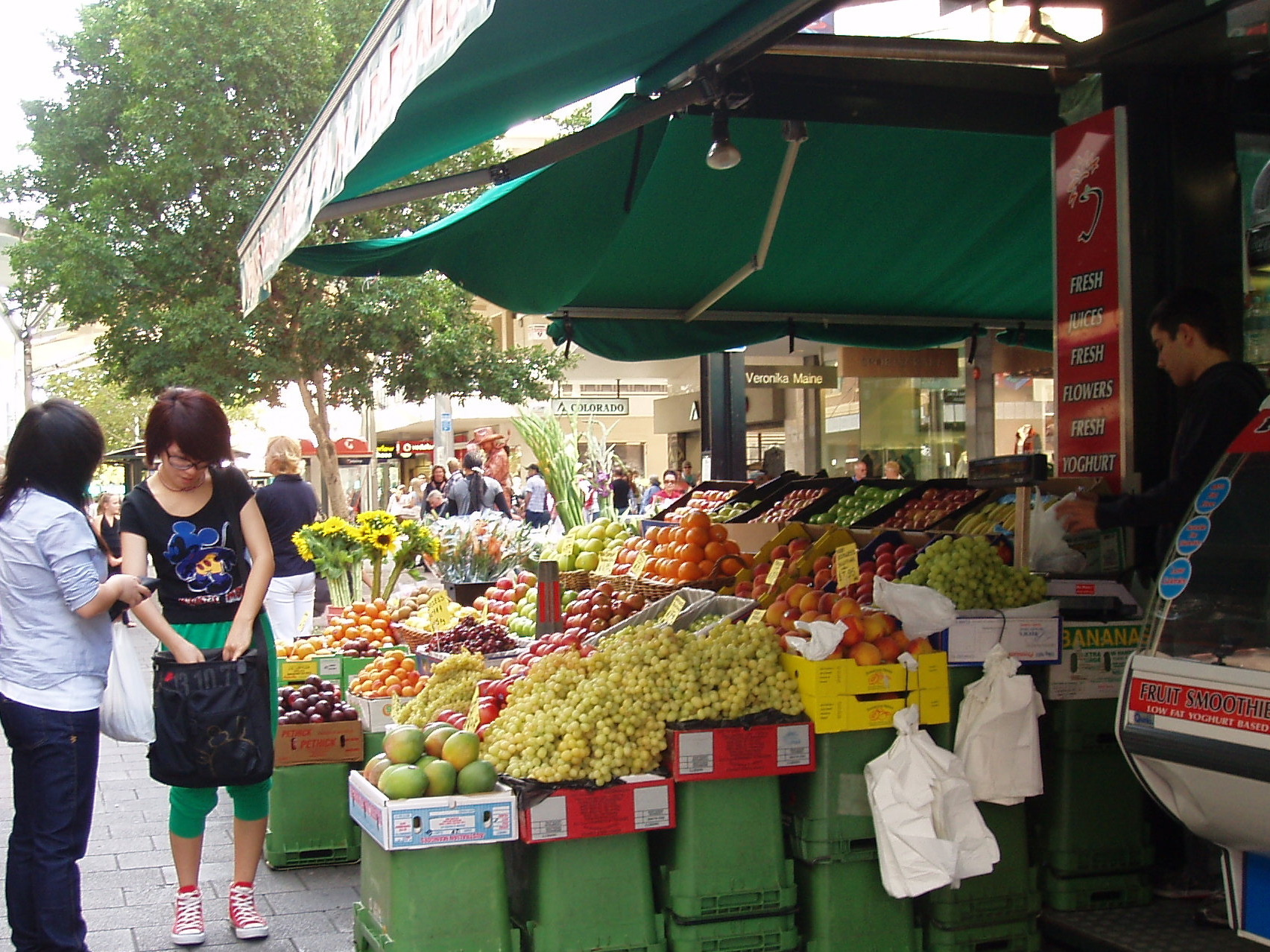
水果攤檔
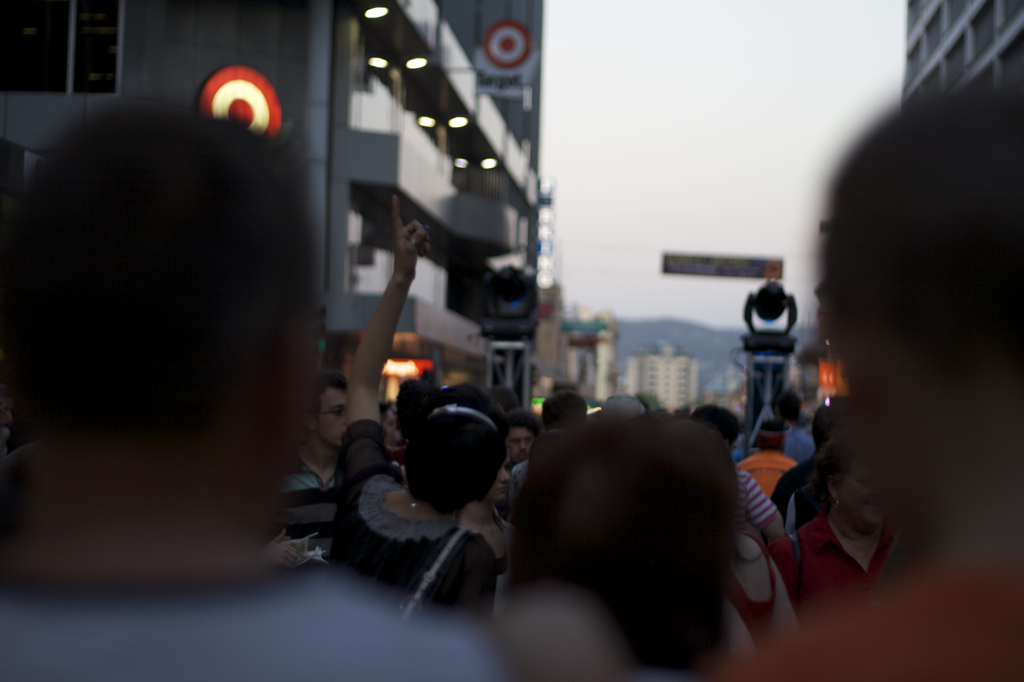
溫都摩的人群

## 外部連結
- 阿德萊德市政局：溫都摩 （页面存档备份，存于）

Template:阿德萊德地標